# Liga Nacional de Básquet 2001-02
La temporada 2001-02 de la Liga Nacional de Básquet de la Argentina fue la decimoctava edición de la máxima competencia argentina de clubes en dicho deporte. se inició el 18 de septiembre de 2001 con el partido inaugural de temporada entre el último campeón, Estudiantes de Olavarría y Gimnasia y Esgrima de Comodoro Rivadavia, encuentro disputado en el Maxigimnasio Parque Guerrero de la ciudad de Olavarría, Provincia de Buenos Aires, y finalizó el 13 de mayo de 2002 con el quinto partido de la serie final entre Atenas y Estudiantes de Olavarría en el Polideportivo Carlos Cerutti, en Córdoba, donde se consagró campeón como local el equipo cordobés, luego de ganar la serie final 4 a 1.
Respecto a la temporada anteriore, el descendido Belgrano de Tucumán fue reemplazado por Gimnasia y Esgrima La Plata.
Esta temporada contó con un cambio de formato, pasando a tener una fase regular integrada primero por dos zonas, norte y sur, y luego una fase de todos contra todos para determinar los clasificados a play offs.
En esta temporada se produjo el retiro deportivo de Marcelo Milanesio, quien disputó todas las temporadas de la máxima división desde su creación, incluso debutando en el primer partido de Atenas en la Liga Nacional, y logró la cifra de 649 partidos de manera ininterrumpida, además de disputar más de 800 encuentros, 848 en total.

## Repercusiones de la crisis del 2001
Durante la disputa de esta temporada y en el marco de la crisis económica del país se decretó el Estado de sitio y, en primera medida algunos partidos fueron suspendidos, para luego decretarse la suspensión desde el 18 de diciembre hasta enero de 2002. Finalmente la suspensión no fue tal y la competencia volvió el 27 de diciembre. Como respuesta a esta crisis, la AdC permitió a los clubes jugar sin extranjeros lo que restó de la temporada. Por su parte, 17 jugadores extranjeros dejaron la competencia al finalizar el 2001 y ante la incertidumbre respecto la posible devaluación de la moneda que se vivía a comienzos del 2002, algunos clubes manifestaron que, de pasar eso, deberían prescindir de aquellos jugadores con contratos en moneda extranjera. «Si llegan a devaluar el peso argentino, va a ser casi imposible mantener los contratos de McCray y Owens», «con ellos tenemos buen diálogo, mantenemos una muy buena relación, pero son americanos y quieren cobrar en dólares», manifestó Daniel Trapani, dirigente de Estudiantes de Olavarría. Atenas cortó sus extranjeros y continuó sin ellos unos partidos. Peñarol en principio no cortó un extranjero, Gimnasia de Comodoro Rivadavia solo cortó uno de los dos extranjeros, y así cada club analizó la situación.
En medio de ese marco se disputó la primera edición del Torneo Top 4, que presentó tres equipos sin extranjeros. A pesar de eso, algunos equipos hicieron la apuesta en refuerzos, como Quilmes que contrató temporalmente a Rubén Wolkowyski por 1500 dólares por partido, o mantener los extranjeros, de quienes más tarde tuvo que prescindir.

Los problemas económicos provocaron el éxodo de los extranjeros y eso repercutió en una baja de nivel en el torneo. Siento mucho dolor, tristeza y bronca por la Liga Nacional.
Cada vez hay menos jugadores en el país. Se van los mejores y también muchos de menor jerarquía, por eso el nivel de la competencia es cada vez más bajo y pienso que se agravará con el tiempo.
Leopoldo Ruiz Moreno, jugador de Estudiantes de Olavarría.

A finales de la temporada, y por razones económicas, Andino SC trasladó su localía al Estadio Aldo Cantoni de San Juan. Esta crisis no se vio durante los play-offs, pues en el comienzo de los mismos varios partidos fueron a estadio lleno o con mucha concurrencia.

## Equipos participantes
| Pos. | Descendidos en la LNB 2000-01 |
| ---- | ----------------------------- |
| 16.° | Belgrano (Tucumán)            |

| Pos. | Ascendidos del TNA 2000-01  |
| ---- | --------------------------- |
| 1.°  | Gimnasia y Esgrima La Plata |

| Región                    | Cantidad |
| ------------------------- | -------- |
| Provincia de Buenos Aires | 7        |
| Capital Federal           | 3        |
| La Pampa                  | 2        |
| Chubut                    | 1        |
| Córdoba                   | 1        |
| La Rioja                  | 1        |
| Santa Fe                  | 1        |

| Club                | Ciudad                     | Entrenador           | Estadio                                              | Capacidad |
| ------------------- | -------------------------- | -------------------- | ---------------------------------------------------- | --------- |
| Andino SC           | Ciudad de La Rioja         | Daniel Maffei        | Polideportivo Carlos Saúl Menem Estadio Aldo Cantoni | 6000 6500 |
| Atenas              | Córdoba                    | Horacio Seguí        | Polideportivo Carlos Cerutti                         | 3424      |
| Belgrano            | San Nicolás de los Arroyos | Pablo Dastugue       | Estadio Fortunato Bonelli                            | 2000      |
| Boca Juniors        | Ciudad de Buenos Aires     | Fernando Duró        | Estadio Luis Conde                                   | 2000      |
| Estudiantes         | Bahía Blanca               | Gustado De Benedetti | Estadio Osvaldo Casanova                             | 3950      |
| Estudiantes         | Olavarría                  | Sergio Hernández     | Estadio Parque Carlos Guerrero                       | 5000      |
| Ferro Carril Oeste  | Ciudad de Buenos Aires     | Pablo D'Angelo       | Estadio Héctor Etchart                               | 3000      |
| Gimnasia y Esgrima  | Comodoro Rivadavia         | Marcelo Richotti     | Estadio Socios Fundadores                            | 2276      |
| Gimnasia y Esgrima  | La Plata                   | Gonzalo García       | Polideportivo Víctor Nethol                          | 3000      |
| Independiente       | General Pico               | Marcelo Plá          | Estadio Gigante de la Avenida                        |           |
| Libertad            | Sunchales                  | Néstor García        | El Hogar de los Tigres                               | 4000      |
| Obras Sanitarias    | Ciudad de Buenos Aires     | Eduardo Cadillac     | Estadio Obras Sanitarias                             | 3000      |
| Peñarol             | Mar del Plata              | Carlos Romano        | Polideportivo Islas Malvinas                         | 8000      |
| Quilmes             | Mar del Plata              | Oscar Sánchez        | Estadio Once Unidos                                  | 3000      |
| Pico Football Club  | General Pico               | Carlos Bualó         | Parque Ángel Larrea                                  |           |
| Regatas San Nicolás | San Nicolás de los Arroyos | Luis Oroño           | Estadio La Ribera Gimnasio Luis María Giordano       | 1500 —    |

Cambios de entrenadores
| Club               | Entrenador saliente | Reemplazado por   |
| ------------------ | ------------------- | ----------------- |
| Andino SC          | Daniel Maffei       | Enrique Rodríguez |
| Andino SC          | Enrique Rodríguez   | Eduardo Armer     |
| Independiente (GP) | Marcelo Plá         | Maximiliano Rubio |
| Libertad           | Néstor García       | Daniel Rodríguez  |

## Formato
Se jugó una primera fase en donde se separaron los equipos por conveniencia geográfica en 2 zonas (Norte y Sur) y se enfrentaron en partidos ida y vuelta solo entre los equipos de su zona. Los primeros 2 de cada grupo clasificaron al Torneo Top 4 que se disputó en diciembre en la Ciudad de Santa Fe. 
En la segunda fase se enfrentaron todos contra todos, en partidos de ida y vuelta, arrastrando la mitad de los puntos de la primera fase. Los primeros 4 de la tabla se clasificaron directamente a los cuartos de final, mientras que los que se posicionaron del puesto quinto al decimosegundo jugaron la reclasificación. 
Los últimos 4 jugaron un Play Off, en el cual los perdedores de semifinales se enfrentaron, manteniendo la categoría el equipo que triunfe en ese encuentro.
Los Play Off se jugaron al mejor de 5 partidos (gana el primero que llegue a 3 victorias) con el formato 2-2-1, en la reclasificación, los cuartos de final y la semifinal. La final se jugó al mejor de 7 partidos (gana el primero que llegue a 4 partidos ganados) con el formato 2-2-1-1-1.

## Primera fase

### Zona norte
|                     | PJ | PG | PP | Pts |
| ------------------- | -- | -- | -- | --- |
| Libertad            | 14 | 10 | 4  | 24  |
| Atenas              | 14 | 10 | 4  | 24  |
| Boca Juniors        | 14 | 10 | 4  | 23  |
| Regatas San Nicolás | 14 | 8  | 6  | 22  |
| Andino SC           | 14 | 6  | 8  | 20  |
| Obras Sanitarias    | 14 | 5  | 9  | 19  |
| Belgrano (SN)       | 14 | 4  | 10 | 18  |
| Ferro (BA)          | 14 | 3  | 11 | 17  |

|  | Clasificados al Top 4 por tener mejor récord. |

1. ↑  Por razones económicas Andino trasladó su localía al estadio sanjuanino Aldo Cantoni ya comenzada la temporada, en febrero de 2002. El cambio fue por los últimos tres partidos de la fase regular,[18][19] y además allí disputó dos partidos del play-off del descenso. El último encuentro de local lo disputó nuevamente en La Rioja.[20]
2. ↑  Regatas San Nicolás auspició como local en el Gimnasio Luis María Giordano del club Defensores de Belgrano de Villa Ramallo pues su estadio estaba siendo refaccionado para cumplir las exigencias de la organización.[21] El cambio de localía duró hasta el 18 de noviembre, cuando recibió a Gimnasia y Esgrima La Plata en su remodelado estadio, encuentro de la fecha 4 de la segunda fase del torneo.[22]
3. 1 2  Libertad superó a Atenas en la primera colocación por los resultados entre ambos equipos durante esta fase.[31][32]
4. ↑  Boca Juniors sufrió el descuento de un punto por la agresión que recibió el árbitro Eduardo Bellón mientras impartía justicia en el encuentro donde Boca hospedó a Atenas, correspondiente a la fecha 2 de esta fase.[33][34]

| Ferro (BA)    | 108-105 | Atenas              | 21 de septiembre |
| Boca Juniors  | 99-80   | Andino SC           | 21 de septiembre |
| Belgrano (SN) | 78-80   | Obras Sanitarias    | 21 de septiembre |
| Libertad      | 74-81   | Regatas San Nicolás | 21 de septiembre |

| Boca Juniors  | 72-87  | Atenas              | 23 de septiembre |
| Ferro (BA)    | 90-88  | Andino SC           | 23 de septiembre |
| Belgrano (SN) | 58-83  | Regatas San Nicolás | 23 de septiembre |
| Libertad      | 103-87 | Obras Sanitarias    | 23 de septiembre |

| Regatas San Nicolás | 84-75  | Boca Juniors  | 28 de septiembre |
| Andino SC           | 79-117 | Libertad      | 28 de septiembre |
| Obras Sanitarias    | 89-77  | Ferro (BA)    | 28 de septiembre |
| Atenas              | 97-84  | Belgrano (SN) | 3 de octubre     |

| Regatas San Nicolás | 88-82  | Ferro (BA)       | 30 de septiembre |
| Boca Juniors        | 80-44  | Obras Sanitarias | 30 de septiembre |
| Atenas              | 117-98 | Libertad         | 30 de septiembre |
| Andino SC           | 94-90  | Belgrano (SN)    | 30 de septiembre |

| Obras Sanitarias    | 78-94 | Atenas        | 5 de octubre |
| Boca Juniors        | 88-85 | Libertad      | 5 de octubre |
| Ferro (BA)          | 97-78 | Belgrano (SN) | 5 de octubre |
| Regatas San Nicolás | 99-84 | Andino SC     | 5 de octubre |

| Atenas           | 72-80  | Regatas San Nicolás | 7 de octubre |
| Ferro (BA)       | 94-124 | Libertad            | 7 de octubre |
| Obras Sanitarias | 99-74  | Andino SC           | 7 de octubre |
| Boca Juniors     | 82-75  | Belgrano (SN)       | 7 de octubre |

| Libertad      | 71-78  | Boca Juniors        | 9 de octubre  |
| Atenas        | 116-77 | Obras Sanitarias    | 10 de octubre |
| Andino SC     | 108-82 | Regatas San Nicolás | 10 de octubre |
| Belgrano (SN) | 72-70  | Ferro (BA)          | 10 de octubre |

| Atenas        | 93-89 | Regatas San Nicolás | 12 de octubre |
| Belgrano (SN) | 70-84 | Boca Juniors        | 12 de octubre |
| Andino SC     | 74-64 | Obras Sanitarias    | 12 de octubre |
| Libertad      | 87-70 | Ferro (BA)          | 12 de octubre |

| Andino SC           | 89-88  | Boca Juniors  | 18 de octubre |
| Obras Sanitarias    | 62-77  | Belgrano (SN) | 19 de octubre |
| Regatas San Nicolás | 70-75  | Libertad      | 19 de octubre |
| Atenas              | 109-85 | Ferro (BA)    | 19 de octubre |

| Atenas              | 90-84 | Boca Juniors  | 16 de octubre |
| Obras Sanitarias    | 75-92 | Libertad      | 21 de octubre |
| Andino SC           | 78-69 | Ferro (BA)    | 21 de octubre |
| Regatas San Nicolás | 78-87 | Belgrano (SN) | 21 de octubre |

| Ferro (BA)    | 92-96  | Obras Sanitarias    | 25 de octubre |
| Belgrano (SN) | 94-100 | Atenas              | 26 de octubre |
| Libertad      | 101-71 | Andino SC           | 26 de octubre |
| Boca Juniors  | 69-63  | Regatas San Nicolás | 26 de octubre |

| Libertad         | 104-75 | Atenas              | 28 de octubre |
| Belgrano (SN)    | 82-80  | Andino SC           | 28 de octubre |
| Ferro (BA)       | 76-77  | Regatas San Nicolás | 28 de octubre |
| Obras Sanitarias | 80-96  | Boca Juniors        | 28 de octubre |

| Atenas           | 104-80 | Andino SC           | 30 de octubre |
| Belgrano (SN)    | 75-81  | Libertad            | 30 de octubre |
| Boca Juniors     | 86-79  | Ferro (BA)          | 31 de octubre |
| Obras Sanitarias | 93-88  | Regatas San Nicolás | 31 de octubre |

| Andino SC           | 90-77 | Atenas           | 4 de noviembre |
| Regatas San Nicolás | 82-81 | Obras Sanitarias | 4 de noviembre |
| Libertad            | 89-78 | Belgrano (SN)    | 4 de noviembre |
| Ferro (BA)          | 82-91 | Boca Juniors     | 4 de noviembre |

### Zona sur
|                         | PJ | PG | PP | Pts |
| ----------------------- | -- | -- | -- | --- |
| Estudiantes (O)         | 14 | 11 | 3  | 25  |
| Gimnasia y Esgrima (LP) | 14 | 9  | 5  | 23  |
| Quilmes                 | 14 | 8  | 6  | 22  |
| Peñarol                 | 14 | 7  | 7  | 21  |
| Estudiantes (BB)        | 14 | 7  | 7  | 21  |
| Pico FC                 | 14 | 6  | 8  | 20  |
| Gimnasia y Esgrima (CR) | 14 | 5  | 9  | 19  |
| Independiente (GP)      | 14 | 3  | 11 | 17  |

|  | Clasificados al Top 4 por tener mejor récord. |

| Gimnasia (LP)      | 91-65  | Gimnasia (CR)    | 20 de septiembre |
| Independiente (GP) | 85-87  | Pico FC          | 21 de septiembre |
| Estudiantes (O)    | 103-86 | Estudiantes (BB) | 21 de septiembre |
| Peñarol            | 98-111 | Quilmes          | 25 de septiembre |

| Estudiantes (O)    | 100-72 | Gimnasia (CR)    | 18 de septiembre |
| Peñarol            | 80-74  | Pico FC          | 23 de septiembre |
| Gimnasia (LP)      | 81-68  | Estudiantes (BB) | 23 de septiembre |
| Independiente (GP) | 76-74  | Quilmes          | 23 de septiembre |

| Estudiantes (BB) | 73-86 | Peñarol           | 27 de septiembre |
| Quilmes          | 85-75 | Estudiantes (O)   | 27 de septiembre |
| Gimnasia (CR)    | 77-81 | Independiente (N) | 27 de septiembre |
| Pico FC          | 81-70 | Gimnasia (LP)     | 27 de septiembre |

| Estudiantes (BB) | 106-77  | Independiente (N) | 30 de septiembre |
| Quilmes          | 84-83   | Gimnasia (LP)     | 30 de septiembre |
| Pico FC          | 81-87   | Estudiantes (O)   | 30 de septiembre |
| Gimnasia (CR)    | 116-110 | Peñarol           | 30 de septiembre |

| Quilmes         | 88-89  | Estudiantes (BB)   | 5 de octubre |
| Estudiantes (O) | 122-97 | Peñarol            | 5 de octubre |
| Pico FC         | 85-89  | Gimnasia (CR)      | 5 de octubre |
| Gimnasia (LP)   | 80-59  | Independiente (GP) | 5 de octubre |

| Estudiantes (O) | 101-86 | Independiente (GP) | 7 de octubre |
| Pico FC         | 95-81  | Estudiantes (BB)   | 7 de octubre |
| Quilmes         | 82-67  | Gimnasia (CR)      | 7 de octubre |
| Gimnasia (LP)   | 98-79  | Peñarol            | 7 de octubre |

| Estudiantes (BB)   | 86-84 | Quilmes         | 10 de octubre |
| Gimnasia (CR)      | 94-85 | Pico FC         | 10 de octubre |
| Peñarol            | 84-86 | Estudiantes (O) | 10 de octubre |
| Independiente (GP) | 82-98 | Gimnasia (LP)   | 10 de octubre |

| Gimnasia (CR)      | 79-90 | Quilmes         | 12 de octubre |
| Independiente (GP) | 77-79 | Estudiantes (O) | 12 de octubre |
| Peñarol            | 92-74 | Gimnasia (LP)   | 12 de octubre |
| Estudiantes (BB)   | 95-80 | Pico FC         | 12 de octubre |

| Estudiantes (BB) | 101-96 | Estudiantes (O) | 15 de octubre |
| Quilmes          | 93-83  | Peñarol         | 19 de octubre |
| Gimnasia (CR)    | 73-75  | Gimnasia (LP)   | 19 de octubre |
| Pico FC          | 69-58  | Independiente   | 23 de octubre |

| Estudiantes (BB) | 76-88 | Gimnasia (LP)      | 21 de octubre  |
| Quilmes          | 97-72 | Independiente (GP) | 21 de octubre  |
| Pico FC          | 74-57 | Peñarol            | 21 de octubre  |
| Gimnasia (CR)    | 97-74 | Estudiantes (O)    | 1 de noviembre |

| Gimnasia (LP)      | 103-94 | Pico FC          | 26 de octubre |
| Estudiantes (O)    | 102-92 | Quilmes          | 26 de octubre |
| Independiente (GP) | 86-91  | Gimnasia (CR)    | 26 de octubre |
| Peñarol            | 102-84 | Estudiantes (BB) | 26 de octubre |

| Gimnasia (LP)      | 71-70  | Quilmes          | 28 de octubre |
| Estudiantes (O)    | 108-89 | Pico FC          | 28 de octubre |
| Independiente (GP) | 93-86  | Estudiantes (BB) | 28 de octubre |
| Peñarol            | 82-80  | Gimnasia (CR)    | 28 de octubre |

| Estudiantes (O)    | 88-82 | Gimnasia (LP)    | 31 de octubre |
| Gimnasia (CR)      | 79-88 | Estudiantes (BB) | 31 de octubre |
| Quilmes            | 84-79 | Pico FC          | 31 de octubre |
| Independiente (GP) | 80-86 | Peñarol          | 31 de octubre |

| Pico FC          | 95-92  | Quilmes            | 4 de noviembre |
| Peñarol          | 92-84  | Independiente (GP) | 4 de noviembre |
| Gimnasia (LP)    | 69-76  | Estudiantes (O)    | 4 de noviembre |
| Estudiantes (BB) | 102-83 | Gimnasia (CR)      | 6 de noviembre |

## Torneo Top 4
El Torneo Top 4 de esta temporada fue la primera edición del torneo de media temporada que incluyó a los mejores cuatro equipos de la primera fase de la temporada, dos de la zona norte y dos de la zona sur. Atenas y Libertad fueron los representantes de la zona norte mientras que por la zona sur estuvieron Estudiantes de Olavarría y Gimnasia y Esgrima La Plata. Se disputó del 9 al 11 de enero de 2002 en el Estadio Ángel Malvicino en Santa Fe y el campeón fue Estudiantes de Olavarría.

## Segunda fase
Referencia: Diario La Nación, Diario La Capital.
| Equipo | Equipo                  | A    | PJ | PG | PP | Pts  |
| ------ | ----------------------- | ---- | -- | -- | -- | ---- |
| 1.°    | Atenas                  | 12,0 | 30 | 23 | 7  | 65,0 |
| 2.°    | Estudiantes (O)         | 12,5 | 30 | 22 | 8  | 64,5 |
| 3.°    | Quilmes                 | 11,0 | 30 | 21 | 9  | 62,0 |
| 4.°    | Libertad                | 12,0 | 30 | 20 | 10 | 62,0 |
| 5.°    | Boca Juniors            | 11,5 | 30 | 20 | 10 | 61,5 |
| 6.°    | Gimnasia y Esgrima (LP) | 11,5 | 30 | 19 | 11 | 60,5 |
| 7.°    | Belgrano (SN)           | 9,0  | 30 | 19 | 11 | 58,0 |
| 8.°    | Estudiantes (BB)        | 10,5 | 30 | 17 | 13 | 57,5 |
| 9.°    | Regatas San Nicolás     | 11,0 | 30 | 14 | 16 | 55,0 |
| 10.°   | Pico FC                 | 10,0 | 30 | 15 | 15 | 55,0 |
| 11.°   | Peñarol                 | 10,5 | 30 | 11 | 19 | 51,5 |
| 12.°   | Obras Sanitarias        | 9,5  | 30 | 11 | 19 | 49,5 |
| 13.°   | Gimnasia y Esgrima (CR) | 9,5  | 30 | 8  | 22 | 47,5 |
| 14.°   | Andino SC               | 10,0 | 30 | 7  | 23 | 47,0 |
| 15.°   | Ferro (BA)              | 8,5  | 30 | 7  | 23 | 45,5 |
| 16.°   | Independiente (GP)      | 8,5  | 30 | 6  | 24 | 44,5 |

|  |                                                                                   |
|  | Clasificados directamente a cuartos de final.                                     |
|  | Clasificados a la serie reclasificatoria.                                         |
|  | Disputan la serie por la permanencia y el descenso al Torneo Nacional de Ascenso. |

1. ↑  Obras Sanitarias sufrió el descuento de un punto.

| Belgrano (SN)   | 60-79   | Atenas              | 9 de noviembre |
| Boca Juniors    | 100-73  | Independiente (GP)  | 9 de noviembre |
| Libertad        | 113-104 | Andino SC           | 9 de noviembre |
| Estudiantes (O) | 91-79   | Gimnasia (CR)       | 9 de noviembre |
| Ferro (BA)      | 76-108  | Peñarol             | 9 de noviembre |
| Gimnasia (LP)   | 99-93   | Estudiantes (BB)    | 9 de noviembre |
| Quilmes         | 97-95   | Obras Sanitarias    | 9 de noviembre |
| Pico FC         | 70-67   | Regatas San Nicolás | 9 de noviembre |

| Libertad        | 92-85  | Atenas              | 11 de noviembre |
| Boca Juniors    | 87-80  | Peñarol             | 11 de noviembre |
| Estudiantes (O) | 97-86  | Estudiantes (BB)    | 11 de noviembre |
| Gimnasia (LP)   | 77-91  | Gimnasia (CR)       | 11 de noviembre |
| Quilmes         | 115-65 | Regatas San Nicolás | 11 de noviembre |
| Pico FC         | 89-85  | Obras Sanitarias    | 11 de noviembre |
| Ferro (BA)      | 85-86  | Independiente (GP)  | 11 de noviembre |
| Belgrano (SN)   | 108-98 | Andino SC           | 11 de noviembre |

| Obras Sanitarias    | 85-83  | Gimnasia (LP)   | 13 de noviembre |
| Atenas              | 81-79  | Quilmes         | 16 de noviembre |
| Estudiantes (BB)    | 93-79  | Boca Juniors    | 16 de noviembre |
| Independiente (GP)  | 76-74  | Belgrano (SN)   | 16 de noviembre |
| Andino SC           | 100-96 | Pico FC         | 16 de noviembre |
| Peñarol             | 79-81  | Libertad        | 16 de noviembre |
| Gimnasia (CR)       | 86-79  | Ferro (BA)      | 16 de noviembre |
| Regatas San Nicolás | 75-83  | Estudiantes (O) | 20 de noviembre |

| Regatas San Nicolás | 71-60  | Gimnasia (LP)   | 18 de noviembre |
| Obras Sanitarias    | 87-100 | Estudiantes (O) | 18 de noviembre |
| Peñarol             | 80-87  | Belgrano (SN)   | 18 de noviembre |
| Atenas              | 84-77  | Pico FC         | 18 de noviembre |
| Gimnasia (CR)       | 57-68  | Boca Juniors    | 18 de noviembre |
| Independiente (GP)  | 97-102 | Libertad        | 18 de noviembre |
| Estudiantes (BB)    | 87-82  | Ferro (BA)      | 18 de noviembre |
| Andino SC           | 90-82  | Quilmes         | 18 de noviembre |

| Estudiantes (O)    | 94-92  | Pico FC             | 23 de noviembre |
| Libertad           | 107-83 | Gimnasia (CR)       | 23 de noviembre |
| Independiente (GP) | 83-85  | Atenas              | 23 de noviembre |
| Boca Juniors       | 72-69  | Obras Sanitarias    | 23 de noviembre |
| Ferro (BA)         | 94-69  | Regatas San Nicolás | 23 de noviembre |
| Gimnasia (LP)      | 79-92  | Quilmes             | 23 de noviembre |
| Belgrano (SN)      | 82-78  | Estudiantes (BB)    | 23 de noviembre |
| Peñarol            | 89-78  | Andino SC           | 23 de noviembre |

| Boca Juniors       | 94-80  | Regatas San Nicolás | 25 de noviembre |
| Gimnasia (CR)      | 95-92  | Pico FC             | 25 de noviembre |
| Belgrano (SN)      | 96-61  | Gimnasia (CR)       | 25 de noviembre |
| Peñarol            | 79-76  | Atenas              | 25 de noviembre |
| Independiente (GP) | 102-99 | Andino SC           | 25 de noviembre |
| Libertad           | 110-92 | Estudiantes (BB)    | 25 de noviembre |
| Ferro (BA)         | 87-92  | Obras Sanitarias    | 26 de noviembre |
| Estudiantes (O)    | 74-75  | Quilmes             | 27 de noviembre |

| Regatas San Nicolás | 95-92  | Libertad           | 30 de noviembre |
| Andino SC           | 80-111 | Estudiantes (O)    | 30 de noviembre |
| Obras Sanitarias    | 95-94  | Belgrano (SN)      | 30 de noviembre |
| Atenas              | 98-73  | Gimnasia (LP)      | 30 de noviembre |
| Estudiantes (BB)    | 106-85 | Independiente (GP) | 30 de noviembre |
| Gimnasia (CR)       | 90-95  | Peñarol            | 30 de noviembre |
| Pico FC             | 97-80  | Ferro (BA)         | 30 de noviembre |
| Quilmes             | 87-81  | Boca Juniors       | 4 de diciembre  |

| Atenas              | 73-95   | Estudiantes (O)    | 2 de diciembre |
| Obras Sanitarias    | 99-105  | Libertad           | 2 de diciembre |
| Estudiantes (BB)    | 122-89  | Peñarol            | 2 de diciembre |
| Andino SC           | 129-136 | Gimnasia (LP)      | 2 de diciembre |
| Pico FC             | 73-82   | Boca Juniors       | 2 de diciembre |
| Quilmes             | 86-82   | Ferro (BA)         | 2 de diciembre |
| Regatas San Nicolás | 90-97   | Belgrano (SN)      | 2 de diciembre |
| Gimnasia (CR)       | 82-72   | Independiente (GP) | 2 de diciembre |

| Ferro (BA)         | 64-100 | Estudiantes (O)     | 7 de diciembre  |
| Boca Juniors       | 82-98  | Gimnasia (LP)       | 7 de diciembre  |
| Independiente (GP) | 69-88  | Obras Sanitarias    | 7 de diciembre  |
| Belgrano (SN)      | 82-80  | Quilmes             | 7 de diciembre  |
| Gimnasia (CR)      | 85-89  | Andino SC           | 7 de diciembre  |
| Peñarol            | 88-94  | Regatas San Nicolás | 7 de diciembre  |
| Libertad           | 111-91 | Pico FC             | 7 de diciembre  |
| Estudiantes (BB)   | 101-98 | Atenas              | 11 de diciembre |

| Boca Juniors       | 98-106  | Estudiantes (O)     | 9 de diciembre  |
| Estudiantes (BB)   | 117-110 | Andino SC           | 9 de diciembre  |
| Peñarol            | 118-82  | Obras Sanitarias    | 9 de diciembre  |
| Belgrano (SN)      | 91-75   | Pico FC             | 9 de diciembre  |
| Libertad           | 93-81   | Quilmes             | 9 de diciembre  |
| Gimnasia (CR)      | 88-98   | Atenas              | 9 de diciembre  |
| Independiente (GP) | 95-98   | Regatas San Nicolás | 9 de diciembre  |
| Ferro (BA)         | 72-96   | Gimnasia (LP)       | 10 de diciembre |

| Atenas              | 98-83   | Boca Juniors       | 14 de diciembre |
| Gimnasia (LP)       | 88-83   | Belgrano (SN)      | 14 de diciembre |
| Quilmes             | 102-113 | Independiente (GP) | 14 de diciembre |
| Andino SC           | 83-86   | Ferro (BA)         | 14 de diciembre |
| Pico FC             | 83-64   | Peñarol            | 14 de diciembre |
| Regatas San Nicolás | 104-83  | Gimnasia (CR)      | 14 de diciembre |
| Obras Sanitarias    | 66-85   | Estudiantes (BB)   | 18 de diciembre |
| Estudiantes (O)     | 90-75   | Libertad           | 18 de diciembre |

| Estudiantes (O)     | 106-92  | Belgrano (SN)      | 16 de diciembre |
| Atenas              | 91-80   | Ferro (BA)         | 16 de diciembre |
| Gimnasia (LP)       | 84-81   | Libertad           | 16 de diciembre |
| Andino SC           | 71-85   | Boca Juniors       | 16 de diciembre |
| Obras Sanitarias    | 86-81   | Gimnasia (CR)      | 16 de diciembre |
| Regatas San Nicolás | 104-101 | Estudiantes (BB)   | 16 de diciembre |
| Pico FC             | 101-79  | Independiente (GP) | 16 de diciembre |
| Quilmes             | 104-82  | Peñarol            | 18 de diciembre |

| Gimnasia (LP)      | 101-88 | Estudiantes (O)     | 15 de enero |
| Boca Juniors       | 81-75  | Ferro (BA)          | 16 de enero |
| Obras Sanitarias   | 95-96  | Regatas San Nicolás | 16 de enero |
| Estudiantes (BB)   | 102-77 | Gimnasia (CR)       | 16 de enero |
| Belgrano (SN)      | 88-74  | Libertad            | 16 de enero |
| Independiente (GP) | 66-77  | Peñarol             | 16 de enero |
| Quilmes            | 110-86 | Pico FC             | 16 de enero |
| Atenas             | 73-64  | Andino SC           | 16 de enero |

| Estudiantes (BB)   | 100-82 | Quilmes             | 27 de diciembre |
| Atenas             | 103-67 | Obras Sanitarias    | 27 de diciembre |
| Independiente (GP) | 63-78  | Gimnasia (LP)       | 27 de diciembre |
| Belgrano (SN)      | 76-71  | Boca Juniors        | 27 de diciembre |
| Andino SC          | 105-92 | Regatas San Nicolás | 27 de diciembre |
| Gimnasia (CR)      | 92-106 | Pico FC             | 27 de diciembre |
| Peñarol            | 59-106 | Estudiantes (O)     | 27 de diciembre |
| Libertad           | 94-81  | Ferro (BA)          | 27 de diciembre |

| Libertad           | 81-83  | Boca Juniors        | 29 de diciembre |
| Atenas             | 98-80  | Regatas San Nicolás | 29 de diciembre |
| Estudiantes (BB)   | 84-91  | Pico FC             | 29 de diciembre |
| Independiente (GP) | 64-79  | Estudiantes (O)     | 29 de diciembre |
| Belgrano (SN)      | 93-80  | Ferro (BA)          | 29 de diciembre |
| Andino SC          | 75-105 | Obras Sanitarias    | 29 de diciembre |
| Gimnasia (CR)      | 75-82  | Quilmes             | 29 de diciembre |
| Peñarol            | 72-76  | Gimnasia (LP)       | 29 de diciembre |

| Obras Sanitarias    | 87-96  | Atenas             | 4 de enero |
| Ferro (BA)          | 77-115 | Libertad           | 4 de enero |
| Estudiantes (O)     | 95-79  | Peñarol            | 4 de enero |
| Pico FC             | 95-81  | Gimnasia (CR)      | 4 de enero |
| Regatas San Nicolás | 105-69 | Andino SC          | 4 de enero |
| Gimnasia (LP)       | 87-74  | Independiente (GP) | 4 de enero |
| Quilmes             | 117-97 | Estudiantes (BB)   | 4 de enero |
| Boca Juniors        | 88-69  | Belgrano (SN)      | 8 de enero |

| Boca Juniors        | 82-76  | Libertad           | 6 de enero |
| Obras Sanitarias    | 105-92 | Andino SC          | 6 de enero |
| Ferro (BA)          | 69-74  | Belgrano (SN)      | 6 de enero |
| Regatas San Nicolás | 68-88  | Atenas             | 6 de enero |
| Gimnasia (LP)       | 90-78  | Peñarol            | 6 de enero |
| Estudiantes (O)     | 102-67 | Independiente (GP) | 6 de enero |
| Pico FC             | 113-95 | Estudiantes (BB)   | 6 de enero |
| Quilmes             | 90-80  | Gimnasia (CR)      | 6 de enero |

| Obras Sanitarias    | 66-82   | Quilmes         | 18 de enero |
| Atenas              | 80-74   | Belgrano (SN)   | 18 de enero |
| Independiente (GP)  | 64-75   | Boca Juniors    | 18 de enero |
| Estudiantes (BB)    | 95-89   | Gimnasia (LP)   | 18 de enero |
| Andino SC           | 108-112 | Libertad        | 18 de enero |
| Peñarol             | 88-85   | Ferro (BA)      | 18 de enero |
| Regatas San Nicolás | 85-79   | Pico FC         | 18 de enero |
| Gimnasia (CR)       | 82-78   | Estudiantes (O) | 22 de enero |

| Independiente (GP)  | 72-82  | Ferro (BA)      | 20 de enero |
| Andino SC           | 70-72  | Belgrano (SN)   | 20 de enero |
| Obras Sanitarias    | 85-95  | Pico FC         | 20 de enero |
| Gimnasia (CR)       | 73-86  | Gimnasia (LP)   | 20 de enero |
| Peñarol             | 76-86  | Boca Juniors    | 20 de enero |
| Atenas              | 106-83 | Libertad        | 20 de enero |
| Estudiantes (BB)    | 93-103 | Estudiantes (O) | 20 de enero |
| Regatas San Nicolás | 88-77  | Quilmes         | 20 de enero |

| Quilmes         | 83-72  | Atenas              | 25 de enero |
| Boca Juniors    | 83-90  | Estudiantes (BB)    | 25 de enero |
| Ferro (BA)      | 87-82  | Gimnasia (CR)       | 25 de enero |
| Pico FC         | 97-88  | Andino SC           | 25 de enero |
| Libertad        | 107-98 | Peñarol             | 25 de enero |
| Belgrano (SN)   | 104-91 | Independiente (GP)  | 25 de enero |
| Gimnasia (LP)   | 94-78  | Obras Sanitarias    | 25 de enero |
| Estudiantes (O) | 82-68  | Regatas San Nicolás | 25 de enero |

| Estudiantes (O) | 95-94  | Obras Sanitarias    | 27 de enero |
| Ferro (BA)      | 92-93  | Estudiantes (BB)    | 27 de enero |
| Boca Juniors    | 98-85  | Gimnasia (CR)       | 27 de enero |
| Pico FC         | 99-105 | Atenas              | 27 de enero |
| Libertad        | 103-68 | Independiente (GP)  | 27 de enero |
| Quilmes         | 105-82 | Andino SC           | 27 de enero |
| Gimnasia (LP)   | 92-65  | Regatas San Nicolás | 27 de enero |
| Belgrano (SN)   | 98-85  | Peñarol             | 27 de enero |

| Quilmes             | 81-75  | Gimnasia (LP)      | 29 de enero |
| Obras Sanitarias    | 78-82  | Boca Juniors       | 29 de enero |
| Regatas San Nicolás | 87-77  | Ferro (BA)         | 29 de enero |
| Pico FC             | 84-83  | Estudiantes (O)    | 29 de enero |
| Atenas              | 106-71 | Independiente (GP) | 30 de enero |
| Estudiantes (BB)    | 90-76  | Belgrano (SN)      | 30 de enero |
| Andino SC           | 81-94  | Peñarol            | 30 de enero |
| Gimnasia (CR)       | 96-120 | Libertad           | 30 de enero |

| Quilmes             | 75-72   | Estudiantes (O)    | 31 de enero  |
| Regatas San Nicolás | 74-84   | Boca Juniors       | 31 de enero  |
| Pico FC             | 93-86   | Gimnasia (LP)      | 31 de enero  |
| Obras Sanitarias    | 98-87   | Ferro (BA)         | 31 de enero  |
| Andino SC           | 98-90   | Independiente (GP) | 1 de febrero |
| Gimnasia (CR)       | 76-77   | Belgrano (SN)      | 1 de febrero |
| Atenas              | 94-81   | Peñarol            | 1 de febrero |
| Estudiantes (BB)    | 113-102 | Libertad           | 1 de febrero |

| Gimnasia (LP)      | 96-81  | Atenas              | 8 de febrero  |
| Belgrano (SN)      | 100-75 | Obras Sanitarias    | 8 de febrero  |
| Independiente (GP) | 83-86  | Estudiantes (BB)    | 8 de febrero  |
| Estudiantes (O)    | 97-67  | Andino SC           | 8 de febrero  |
| Libertad           | 102-84 | Regatas San Nicolás | 8 de febrero  |
| Peñarol            | 72-64  | Gimnasia (CR)       | 8 de febrero  |
| Ferro (BA)         | 83-80  | Pico FC             | 9 de febrero  |
| Boca Juniors       | 89-90  | Quilmes             | 12 de febrero |

| Estudiantes (O)    | 70-81  | Atenas              | 6 de febrero  |
| Ferro (BA)         | 88-75  | Quilmes             | 10 de febrero |
| Libertad           | 97-100 | Obras Sanitarias    | 10 de febrero |
| Boca Juniors       | 87-72  | Pico FC             | 10 de febrero |
| Belgrano (SN)      | 97-91  | Regatas San Nicolás | 10 de febrero |
| Peñarol            | 97-86  | Estudiantes (BB)    | 10 de febrero |
| Gimnasia (LP)      | 98-84  | Andino SC           | 10 de febrero |
| Independiente (GP) | 102-82 | Gimnasia (CR)       | 10 de febrero |

| Estudiantes (O)     | 94-93   | Ferro (BA)         | 15 de febrero |
| Atenas              | 109-76  | Estudiantes (BB)   | 15 de febrero |
| Obras Sanitarias    | 98-81   | Independiente (GP) | 15 de febrero |
| Quilmes             | 99-93   | Belgrano (SN)      | 15 de febrero |
| Gimnasia (LP)       | 84-81   | Boca Juniors       | 15 de febrero |
| Andino SC           | 84-96   | Gimnasia (CR)      | 15 de febrero |
| Regatas San Nicolás | 101-96  | Peñarol            | 15 de febrero |
| Pico FC             | 107-110 | Libertad           | 15 de febrero |

| Obras Sanitarias    | 101-88 | Peñarol            | 17 de febrero |
| Regatas San Nicolás | 96-82  | Independiente (GP) | 17 de febrero |
| Andino SC           | 93-75  | Estudiantes (BB)   | 17 de febrero |
| Pico FC             | 75-92  | Belgrano (SN)      | 17 de febrero |
| Estudiantes (O)     | 81-91  | Boca Juniors       | 17 de febrero |
| Atenas              | 102-86 | Gimnasia (CR)      | 17 de febrero |
| Quilmes             | 103-84 | Libertad           | 17 de febrero |
| Gimnasia (LP)       | 103-91 | Ferro (BA)         | 17 de febrero |

| Gimnasia (CR)       | 88-73   | Estudiantes (BB)   | 6 de febrero  |
| Estudiantes (O)     | 97-81   | Gimnasia (LP)      | 20 de febrero |
| Andino SC           | 82-94   | Atenas             | 20 de febrero |
| Libertad            | 101-78  | Belgrano (SN)      | 20 de febrero |
| Regatas San Nicolás | 121-103 | Obras Sanitarias   | 20 de febrero |
| Peñarol             | 89-87   | Independiente (GP) | 20 de febrero |
| Pico FC             | 102-93  | Quilmes            | 20 de febrero |
| Ferro (BA)          | 94-83   | Boca Juniors       | 21 de febrero |

| Independiente (GP) | 69-96   | Quilmes             | 23 de febrero |
| Boca Juniors       | 79-77   | Atenas              | 24 de febrero |
| Libertad           | 112-90  | Estudiantes (O)     | 24 de febrero |
| Belgrano (SN)      | 89-71   | Gimnasia (LP)       | 24 de febrero |
| Gimnasia (CR)      | 84-78   | Regatas San Nicolás | 24 de febrero |
| Ferro (BA)         | 73-87   | Andino SC           | 24 de febrero |
| Estudiantes (BB)   | 90-81   | Obras Sanitarias    | 24 de febrero |
| Peñarol            | 104-111 | Pico FC             | 24 de febrero |

| Ferro (BA)         | 78-95   | Atenas              | 27 de febrero |
| Belgrano (SN)      | 65-79   | Estudiantes (O)     | 27 de febrero |
| Libertad           | 101-70  | Gimnasia (LP)       | 27 de febrero |
| Boca Juniors       | 86-69   | Andino SC           | 27 de febrero |
| Gimnasia (CR)      | 89-80   | Obras Sanitarias    | 27 de febrero |
| Estudiantes (BB)   | 110-100 | Regatas San Nicolás | 27 de febrero |
| Independiente (GP) | 98-84   | Pico FC             | 27 de febrero |
| Peñarol            | 81-92   | Quilmes             | 27 de febrero |

## Tercera fase; play-offs

### Play-offs de permanencia
|  | Primera ronda | Primera ronda      | Primera ronda |                    |      | Descenso   | Descenso | Descenso |  |
|  |               |                    |               |                    |      |            |          |          |  |
|  |               |                    |               |                    |      |            |          |          |  |
|  | 13.°          | Gimnasia (CR)      | 3             |                    |      |            |          |          |  |
|  | 13.°          | Gimnasia (CR)      | 3             |                    |      |            |          |          |  |
|  | 16.°          | Independiente (GP) | 0             |                    |      |            |          |          |  |
|  | 16.°          | Independiente (GP) | 0             |                    | 15.° | Ferro (BA) | 3        |          |  |
|  |               |                    |               |                    | 15.° | Ferro (BA) | 3        |          |  |
|  |               |                    | 16.°          | Independiente (GP) | 2    |            |          |          |  |
|  | 14.°          | Andino SC          | 16.°          | Independiente (GP) | 2    | 3          |          |          |  |
|  | 14.°          | Andino SC          |               |                    |      | 3          |          |          |  |
|  | 15.°          | Ferro (BA)         | 2             |                    |      |            |          |          |  |
|  | 15.°          | Ferro (BA)         | 2             |                    |      |            |          |          |  |
|  |               |                    |               |                    |      |            |          |          |  |

El resultado que figura en cada serie es la suma de los partidos ganados por cada equipo.
El equipo que figura primero en cada llave es el que obtuvo la ventaja de localía.
El equipo ganador de cada llave dejó de competir, el equipo perdedor debió nuevamente revalidar la plaza.

#### Semifinales
Gimnasia y Esgrima (Comodoro Rivadavia) - Independiente (General Pico)
| 1 de marzo | Gimnasia (CR)                         | 83–77       | Independiente (GP)              | Comodoro Rivadavia                                                                 |  |  |
|            | Parciales: 21-17, 16-26, 21-16, 25-18 |             |                                 |                                                                                    |  |  |
|            | Estadísticas Marcus Williams 24       | Reporte Pts | Estadísticas 26 Claudio Pereira | Pabellón: Estadio Socios Fundadores Árbitros: * Alejandro Chiti * Osvaldo Bautista |  |  |
| Serie: 1-0 |                                       |             |                                 |                                                                                    |  |  |
|            |                                       |             |                                 |                                                                                    |  |  |

| 3 de marzo | Gimnasia (CR)                         | 92–64       | Independiente (GP)              | Comodoro Rivadavia                                                                    |  |  |
|            | Parciales: 22-21, 12-20, 29-10, 29-13 |             |                                 |                                                                                       |  |  |
|            | Estadísticas Marcus Williams 17       | Reporte Pts | Estadísticas 22 Claudio Pereira | Pabellón: Estadio Socios Fundadores Árbitros: * Roberto Settembrini * Marcelo Latorre |  |  |
| Serie: 2-0 |                                       |             |                                 |                                                                                       |  |  |
|            |                                       |             |                                 |                                                                                       |  |  |

| 6 de marzo | Independiente (GP)                    | 72–87       | Gimnasia (CR)             | General Pico                                                          |  |  |
|            | Parciales: 17-18, 18-15, 20-23, 17-31 |             |                           |                                                                       |  |  |
|            | Estadísticas Arrosa 17                | Reporte Pts | Estadísticas 35 Pedemonte | Pabellón: Gigante de la Avenida Árbitros: * Juan Quesada * Jorge Fabi |  |  |
| Serie: 0-3 |                                       |             |                           |                                                                       |  |  |
|            |                                       |             |                           |                                                                       |  |  |

Andino SC - Ferro Carril Oeste (Buenos Aires)
| 1 de marzo | Andino SC                             | 83–82       | Ferro (BA)                 | San Juan                                                                     |  |  |
|            | Parciales: 18-24, 25-18, 24-14, 16-26 |             |                            |                                                                              |  |  |
|            | Estadísticas Gustavo Oroná 27         | Reporte Pts | Estadísticas 19 Castiñeira | Pabellón: Estadio Aldo Cantoni Árbitros: * Darío Rodríguez * Claudio Vaisman |  |  |
| Serie: 1-0 |                                       |             |                            |                                                                              |  |  |
|            |                                       |             |                            |                                                                              |  |  |

| 3 de marzo | Andino SC                             | 103–97      | Ferro (BA)                | San Juan                                                                 |  |  |
|            | Parciales: 32-26, 21-18, 24-28, 25-25 |             |                           |                                                                          |  |  |
|            | Estadísticas Gustavo Oroná 25         | Reporte Pts | Estadísticas 23 Titarelli | Pabellón: Estadio Aldo Cantoni Árbitros: * Alejandro Chiti * Mario Tenti |  |  |
| Serie: 2-0 |                                       |             |                           |                                                                          |  |  |
|            |                                       |             |                           |                                                                          |  |  |

| 6 de marzo | Ferro (BA) | 91–81 | Andino SC | Buenos Aires                     |  |  |
|            |            |       |           |                                  |  |  |
|            |            |       |           | Pabellón: Estadio Héctor Etchart |  |  |
| Serie: 1-2 |            |       |           |                                  |  |  |
|            |            |       |           |                                  |  |  |

| 8 de marzo | Ferro (BA)                            | 78–61       | Andino SC               | Buenos Aires                                                                |  |  |
|            | Parciales: 13-20, 17-16, 23-24, 25-11 |             |                         |                                                                             |  |  |
|            | Estadísticas Ingles 26                | Reporte Pts | Estadísticas 18 Vaquero | Pabellón: Estadio Héctor Etchart Árbitros: * Raúl Chaves * Osvaldo Bautista |  |  |
| Serie: 2-2 |                                       |             |                         |                                                                             |  |  |
|            |                                       |             |                         |                                                                             |  |  |

| 11 de marzo | Andino SC                             | 95–83       | Ferro (BA)              | La Rioja                                                                       |  |  |
|             | Parciales: 24-23, 25-23, 20-18, 26-19 |             |                         |                                                                                |  |  |
|             | Estadísticas Oroná 27                 | Reporte Pts | Estadísticas 18 Herrera | Pabellón: Polideportivo Carlos Menem Árbitros: * Eduardo Bellón * Juan Quesada |  |  |
| Serie: 3-2  |                                       |             |                         |                                                                                |  |  |
|             |                                       |             |                         |                                                                                |  |  |

#### Final por el descenso
Ferro Carril Oeste (Buenos Aires) - Independiente (General Pico)
| 15 de marzo | Ferro (BA)                           | 57–58       | Independiente (GP)     | Buenos Aires                                                                  |  |  |
|             | Parciales: 17-25, 12-12, 16-9, 12-12 |             |                        |                                                                               |  |  |
|             | Estadísticas Ruperto Herrera 15      | Reporte Pts | Estadísticas 15 Caruso | Pabellón: Estadio Héctor Etchart Árbitros: * Darío Rodríguez * Javier Mendoza |  |  |
| Serie: 0-1  |                                      |             |                        |                                                                               |  |  |
|             |                                      |             |                        |                                                                               |  |  |

| 17 de marzo | Ferro (BA)                                                 | 97–102      | Independiente (GP)              | Buenos Aires                                                                       |  |  |
|             | Parciales: 22-23, 23-14, 12-18, 14-16 (T.E.: 13-13, 13-18) |             |                                 |                                                                                    |  |  |
|             | Estadísticas Castiñeira 27                                 | Reporte Pts | Estadísticas 29 Claudio Pereira | Pabellón: Estadio Héctor Etchart Árbitros: * Roberto Settembrini * Claudio Vaisman |  |  |
| Serie: 0-2  |                                                            |             |                                 |                                                                                    |  |  |
|             |                                                            |             |                                 |                                                                                    |  |  |

| 20 de marzo | Independiente (GP)                    | 78–80   | Ferro (BA) | General Pico                                                                 |  |  |
|             | Parciales: 21-16, 16-29, 21-22, 20-13 |         |            |                                                                              |  |  |
|             |                                       | Reporte |            | Pabellón: El Gigante de la Avenida Árbitros: * Alejandro Chiti * Mario Tenti |  |  |
| Serie: 1-2  |                                       |         |            |                                                                              |  |  |
|             |                                       |         |            |                                                                              |  |  |

| 22 de marzo | Independiente (GP)                    | 73–76       | Ferro (BA)                | General Pico                                                              |  |  |
|             | Parciales: 17-15, 10-23, 18-22, 28-16 |             |                           |                                                                           |  |  |
|             | Estadísticas Claudio Pereira 35       | Reporte Pts | Estadísticas 15 Titarelli | Pabellón: El Gigante de la Avenida Árbitros: * Raúl Chaves * Aldo Ludueña |  |  |
| Serie: 2-2  |                                       |             |                           |                                                                           |  |  |
|             |                                       |             |                           |                                                                           |  |  |

| 25 de marzo | Ferro (BA)                            | 99–85       | Independiente (GP)              | Buenos Aires                                                                   |  |  |
|             | Parciales: 26-13, 33-20, 16-31, 24-21 |             |                                 |                                                                                |  |  |
|             | Estadísticas Titarelli 26             | Reporte Pts | Estadísticas 35 Claudio Pereira | Pabellón: Estadio Héctor Etchart Árbitros: * Eduardo Bellón * Osvaldo Bautista |  |  |
| Serie: 3-2  |                                       |             |                                 |                                                                                |  |  |
|             |                                       |             |                                 |                                                                                |  |  |

| Ferro Carril Oeste (BA) Ganador; se mantiene en la Liga Nacional | Independiente (GP) Perdedor; desciende al Torneo Nacional de Ascenso |

### Play-offs de campeonato
|  | Reclasificación | Reclasificación         | Reclasificación |                    |   | Cuartos de final | Cuartos de final | Cuartos de final |  |     | Semifinales     | Semifinales | Semifinales |  |     | Final  | Final | Final |  |
|  |                 |                         |                 |                    |   |                  |                  |                  |  |     |                 |             |             |  |     |        |       |       |  |
|  |                 |                         |                 |                    |   |                  |                  |                  |  |     |                 |             |             |  |     |        |       |       |  |
|  |                 |                         |                 |                    |   |                  |                  |                  |  |     |                 |             |             |  |     |        |       |       |  |
|  |                 |                         |                 |                    |   |                  |                  |                  |  |     |                 |             |             |  |     |        |       |       |  |
|  |                 |                         |                 |                    |   |                  |                  |                  |  |     |                 |             |             |  |     |        |       |       |  |
|  |                 | 1.°                     | Atenas          | 3                  |   |                  |                  |                  |  |     |                 |             |             |  |     |        |       |       |  |
|  |                 |                         |                 | 3                  |   |                  |                  |                  |  |     |                 |             |             |  |     |        |       |       |  |
|  |                 |                         | 8.°             | Estudiantes (BB)   | 0 |                  |                  |                  |  |     |                 |             |             |  |     |        |       |       |  |
|  | 8.°             | Estudiantes (BB)        | 8.°             | Estudiantes (BB)   | 0 | 3                |                  |                  |  |     |                 |             |             |  |     |        |       |       |  |
|  | 8.°             | Estudiantes (BB)        |                 |                    |   |                  |                  |                  |  |     |                 |             |             |  |     |        |       |       |  |
|  | 9.°             | Regatas San Nicolás     | 2               |                    |   |                  |                  |                  |  |     |                 |             |             |  |     |        |       |       |  |
|  | 9.°             | Regatas San Nicolás     | 2               |                    |   |                  |                  |                  |  | 1.° | Atenas          | 3           |             |  |     |        |       |       |  |
|  |                 |                         |                 |                    |   |                  |                  |                  |  | 1.° | Atenas          | 3           |             |  |     |        |       |       |  |
|  |                 |                         | 4.°             | Libertad           | 1 |                  |                  |                  |  |     |                 |             |             |  |     |        |       |       |  |
|  |                 |                         | 4.°             | Libertad           | 1 |                  |                  |                  |  |     |                 |             |             |  |     |        |       |       |  |
|  |                 |                         |                 |                    |   |                  |                  |                  |  |     |                 |             |             |  |     |        |       |       |  |
|  |                 |                         |                 |                    |   |                  |                  |                  |  |     |                 |             |             |  |     |        |       |       |  |
|  |                 | 4.°                     | Libertad        | 3                  |   |                  |                  |                  |  |     |                 |             |             |  |     |        |       |       |  |
|  |                 |                         |                 | 3                  |   |                  |                  |                  |  |     |                 |             |             |  |     |        |       |       |  |
|  |                 |                         | 5.°             | Boca Juniors       | 0 |                  |                  |                  |  |     |                 |             |             |  |     |        |       |       |  |
|  | 5.°             | Boca Juniors            | 5.°             | Boca Juniors       | 0 | 3                |                  |                  |  |     |                 |             |             |  |     |        |       |       |  |
|  | 5.°             | Boca Juniors            |                 |                    |   |                  |                  |                  |  |     |                 |             |             |  |     |        |       |       |  |
|  | 12.°            | Obras Sanitarias        | 0               |                    |   |                  |                  |                  |  |     |                 |             |             |  |     |        |       |       |  |
|  | 12.°            | Obras Sanitarias        | 0               |                    |   |                  |                  |                  |  |     |                 |             |             |  | 1.° | Atenas | 4     |       |  |
|  |                 |                         |                 |                    |   |                  |                  |                  |  |     |                 |             |             |  | 1.° | Atenas | 4     |       |  |
|  |                 |                         | 2.°             | Estudiantes (O)    | 1 |                  |                  |                  |  |     |                 |             |             |  |     |        |       |       |  |
|  |                 |                         | 2.°             | Estudiantes (O)    | 1 |                  |                  |                  |  |     |                 |             |             |  |     |        |       |       |  |
|  |                 |                         |                 |                    |   |                  |                  |                  |  |     |                 |             |             |  |     |        |       |       |  |
|  |                 |                         |                 |                    |   |                  |                  |                  |  |     |                 |             |             |  |     |        |       |       |  |
|  |                 | 2.°                     | Estudiantes (O) | 3                  |   |                  |                  |                  |  |     |                 |             |             |  |     |        |       |       |  |
|  |                 |                         |                 | 3                  |   |                  |                  |                  |  |     |                 |             |             |  |     |        |       |       |  |
|  |                 |                         | 7.°             | Belgrano (SN)      | 2 |                  |                  |                  |  |     |                 |             |             |  |     |        |       |       |  |
|  | 7.°             | Belgrano (SN)           | 7.°             | Belgrano (SN)      | 2 | 3                |                  |                  |  |     |                 |             |             |  |     |        |       |       |  |
|  | 7.°             | Belgrano (SN)           |                 |                    |   |                  |                  |                  |  |     |                 |             |             |  |     |        |       |       |  |
|  | 10.°            | Pico FC                 | 0               |                    |   |                  |                  |                  |  |     |                 |             |             |  |     |        |       |       |  |
|  | 10.°            | Pico FC                 | 0               |                    |   |                  |                  |                  |  | 2.° | Estudiantes (O) | 3           |             |  |     |        |       |       |  |
|  |                 |                         |                 |                    |   |                  |                  |                  |  | 2.° | Estudiantes (O) | 3           |             |  |     |        |       |       |  |
|  |                 |                         | 3.°             | Quilmes            | 2 |                  |                  |                  |  |     |                 |             |             |  |     |        |       |       |  |
|  |                 |                         | 3.°             | Quilmes            | 2 |                  |                  |                  |  |     |                 |             |             |  |     |        |       |       |  |
|  |                 |                         |                 |                    |   |                  |                  |                  |  |     |                 |             |             |  |     |        |       |       |  |
|  |                 |                         |                 |                    |   |                  |                  |                  |  |     |                 |             |             |  |     |        |       |       |  |
|  |                 | 3.°                     | Quilmes         | 3                  |   |                  |                  |                  |  |     |                 |             |             |  |     |        |       |       |  |
|  |                 |                         |                 | 3                  |   |                  |                  |                  |  |     |                 |             |             |  |     |        |       |       |  |
|  |                 |                         | 6.°             | Gimnasia y Esgrima | 2 |                  |                  |                  |  |     |                 |             |             |  |     |        |       |       |  |
|  | 6.°             | Gimnasia y Esgrima (LP) | 6.°             | Gimnasia y Esgrima | 2 | 3                |                  |                  |  |     |                 |             |             |  |     |        |       |       |  |
|  | 6.°             | Gimnasia y Esgrima (LP) |                 |                    |   |                  |                  |                  |  |     |                 |             |             |  |     |        |       |       |  |
|  | 11.°            | Peñarol                 | 0               |                    |   |                  |                  |                  |  |     |                 |             |             |  |     |        |       |       |  |
|  | 11.°            | Peñarol                 | 0               |                    |   |                  |                  |                  |  |     |                 |             |             |  |     |        |       |       |  |
|  |                 |                         |                 |                    |   |                  |                  |                  |  |     |                 |             |             |  |     |        |       |       |  |

El resultado que figura en cada serie es la suma de los partidos ganados por cada equipo.
El equipo que figura primero en cada llave es el que obtuvo la ventaja de localía.

#### Reclasificación
Boca Juniors - Obras Sanitarias
| 1 de marzo | Boca Juniors | 95–83   | Obras Sanitarias | Buenos Aires                                                               |  |  |
|            |              |         |                  |                                                                            |  |  |
|            |              | Reporte |                  | Pabellón: La Bombonerita Árbitros: * Roberto Settembrini * Marcelo Latorre |  |  |
| Serie: 1-0 |              |         |                  |                                                                            |  |  |
|            |              |         |                  |                                                                            |  |  |

| 3 de marzo | Boca Juniors                   | 83–74       | Obras Sanitarias                   | Buenos Aires                                                           |  |  |
|            |                                |             |                                    |                                                                        |  |  |
|            | Estadísticas Héctor Campana 28 | Reporte Pts | Estadísticas 18 Matías Pellettieri | Pabellón: La Bombonerita Árbitros: * Juan Quesada * Fernando Sampietro |  |  |
| Serie: 2-0 |                                |             |                                    |                                                                        |  |  |
|            |                                |             |                                    |                                                                        |  |  |

| 6 de marzo | Obras Sanitarias | 88–89   | Boca Juniors | Buenos Aires                       |  |  |
|            |                  |         |              |                                    |  |  |
|            |                  | Reporte |              | Pabellón: Estadio Obras Sanitarias |  |  |
| Serie: 0-3 |                  |         |              |                                    |  |  |
|            |                  |         |              |                                    |  |  |

Gimnasia y Esgrima La Plata - Peñarol
| 1 de marzo | Gimnasia (LP) | 98–75   | Peñarol | La Plata                                                            |  |  |
|            |               |         |         |                                                                     |  |  |
|            |               | Reporte |         | Pabellón: Polideportivo Árbitros: * Eduardo D'Atri * Javier Mendoza |  |  |
| Serie: 1-0 |               |         |         |                                                                     |  |  |
|            |               |         |         |                                                                     |  |  |

| 3 de marzo | Gimnasia (LP)                        | 92–79       | Peñarol                            | La Plata                                                            |  |  |
|            | Parciales: 25-20, 15-25, 29-6, 23-28 |             |                                    |                                                                     |  |  |
|            | Estadísticas Nicolás Gianella 22     | Reporte Pts | Estadísticas 15 Fernando Rodríguez | Pabellón: Polideportivo Árbitros: * Eduardo Alagastino * Jorge Fabi |  |  |
| Serie: 2-0 |                                      |             |                                    |                                                                     |  |  |
|            |                                      |             |                                    |                                                                     |  |  |

| 6 de marzo | Peñarol                               | 76–89       | Gimnasia (LP)                    | Mar del Plata                                                  |  |  |
|            | Parciales: 20-19, 21-17, 17-23, 18-30 |             |                                  |                                                                |  |  |
|            | Estadísticas Fernando Rodríguez 24    | Reporte Pts | Estadísticas 26 Nicolás Gianella | Pabellón: Polideportivo Árbitros: * Raúl Chaves * Aldo Ludueña |  |  |
| Serie: 0-3 |                                       |             |                                  |                                                                |  |  |
|            |                                       |             |                                  |                                                                |  |  |

Belgrano (San Nicolás) - Pico FC
| 1 de marzo | Belgrano (SN) | 103–83  | Pico FC | San Nicolás de los Arroyos                                                      |  |  |
|            |               |         |         |                                                                                 |  |  |
|            |               | Reporte |         | Pabellón: Estadio Fortunato Bonelli Árbitros: * Eduardo Alagastino * Mario Aluz |  |  |
| Serie: 1-0 |               |         |         |                                                                                 |  |  |
|            |               |         |         |                                                                                 |  |  |

| 3 de marzo | Belgrano (SN)                         | 83–80       | Pico FC                 | San Nicolás de los Arroyos                                                   |  |  |
|            | Parciales: 23-23, 11-26, 25-12, 24-19 |             |                         |                                                                              |  |  |
|            | Estadísticas Casemayor 18             | Reporte Pts | Estadísticas 21 Lescano | Pabellón: Estadio Fortunato Bonelli Árbitros: * Pablo Estévez * Aldo Ludueña |  |  |
| Serie: 2-0 |                                       |             |                         |                                                                              |  |  |
|            |                                       |             |                         |                                                                              |  |  |

| 7 de marzo | Pico FC                               | 82–99       | Belgrano (SN)                | General Pico                  |  |  |
|            | Parciales: 13-29, 11-21, 17-23, 31-26 |             |                              |                               |  |  |
|            | Estadísticas Pablo Wenderbourg 22     | Reporte Pts | Estadísticas 28 Carlos Colla | Pabellón: Parque Ángel Larrea |  |  |
| Serie: 0-3 |                                       |             |                              |                               |  |  |
|            |                                       |             |                              |                               |  |  |

Estudiantes (Bahía Blanca) - Regatas San Nicolás
| 1 de marzo | Estudiantes (BB) | 91–80   | Regatas San Nicolás | Bahía Blanca                                                                      |  |  |
|            |                  |         |                     |                                                                                   |  |  |
|            |                  | Reporte |                     | Pabellón: Estadio Osvaldo Casanova Árbitros: * Pablo Estévez * Fernando Sampietro |  |  |
| Serie: 1-0 |                  |         |                     |                                                                                   |  |  |
|            |                  |         |                     |                                                                                   |  |  |

| 3 de marzo | Estudiantes (BB)            | 90–78       | Regatas San Nicolás                  | Bahía Blanca                                                                    |  |  |
|            |                             |             |                                      |                                                                                 |  |  |
|            | Estadísticas Diego Prego 20 | Reporte Pts | Estadísticas 22 Juan Manuel Iglesias | Pabellón: Estadio Osvaldo Casanova Árbitros: * Darío Rodríguez * Javier Mendoza |  |  |
| Serie: 2-0 |                             |             |                                      |                                                                                 |  |  |
|            |                             |             |                                      |                                                                                 |  |  |

| 5 de marzo | Regatas San Nicolás                   | 94–84       | Estudiantes (BB)            | San Nicolás de los Arroyos                                                                    |  |  |
|            | Parciales: 24-16, 27-15, 21-27, 22-26 |             |                             |                                                                                               |  |  |
|            | Estadísticas Juan Manuel Iglesias 32  | Reporte Pts | Estadísticas 26 Pablo Moldú | Pabellón: Estadio La Ribera Árbitros: * Daniel Rodrigo * Osvaldo Bautista Televisión: TyC Max |  |  |
| Serie: 1-2 |                                       |             |                             |                                                                                               |  |  |
|            |                                       |             |                             |                                                                                               |  |  |

| 7 de marzo | Regatas San Nicolás                   | 101–92      | Estudiantes (BB)      | San Nicolás de los Arroyos                                           |  |  |
|            | Parciales: 29-29, 17-20, 21-22, 34-21 |             |                       |                                                                      |  |  |
|            | Estadísticas Cantón 21                | Reporte Pts | Estadísticas 22 Prego | Pabellón: Estadio La Ribera Árbitros: * Roberto Gabini * Mario Tenti |  |  |
| Serie: 2-2 |                                       |             |                       |                                                                      |  |  |
|            |                                       |             |                       |                                                                      |  |  |

| 12 de marzo | Estudiantes (BB)                      | 91–66       | Regatas San Nicolás    | Bahía Blanca                                                                      |  |  |
|             | Parciales: 21-25, 33-11, 26-16, 11-14 |             |                        |                                                                                   |  |  |
|             | Estadísticas Pablo Moldú 17           | Reporte Pts | Estadísticas 28 Gabini | Pabellón: Estadio Osvaldo Casanova Árbitros: * Alejandro Chitti * Marcelo Latorre |  |  |
| Serie: 3-2  |                                       |             |                        |                                                                                   |  |  |
|             |                                       |             |                        |                                                                                   |  |  |

#### Cuartos de final
Atenas - Estudiantes (Bahía Blanca)
| 17 de marzo | Atenas                                | 93–66       | Estudiantes (BB)            | Córdoba                                                                          |  |  |
|             | Parciales: 24-22, 21-15, 34-17, 14-12 |             |                             |                                                                                  |  |  |
|             | Estadísticas Walter Herrmann 25       | Reporte Pts | Estadísticas 14 Pablo Moldú | Pabellón: Polideportivo Carlos Cerutti Árbitros: * Eduardo D'Atri * Juan Quesada |  |  |
| Serie: 1-0  |                                       |             |                             |                                                                                  |  |  |
|             |                                       |             |                             |                                                                                  |  |  |

| 19 de marzo | Atenas                                | 116–81      | Estudiantes (BB)            | Córdoba                                                                                |  |  |
|             | Parciales: 23-20, 37-16, 27-26, 29-19 |             |                             |                                                                                        |  |  |
|             | Estadísticas Bruno Lábaque 26         | Reporte Pts | Estadísticas 21 Pablo Moldú | Pabellón: Polideportivo Carlos Cerutti Árbitros: * Daniel Rodrigo * Fernando Sampietro |  |  |
| Serie: 2-0  |                                       |             |                             |                                                                                        |  |  |
|             |                                       |             |                             |                                                                                        |  |  |

| 24 de marzo | Estudiantes (BB)                      | 81–95       | Atenas                          | Bahía Blanca                                                                   |  |  |
|             | Parciales: 18-29, 15-24, 23-18, 25-24 |             |                                 |                                                                                |  |  |
|             | Estadísticas Pablo Moldú 25           | Reporte Pts | Estadísticas 24 Walter Herrmann | Pabellón: Estadio Osvaldo Casanova Árbitros: * Eduardo Bellón * Javier Mendoza |  |  |
| Serie: 0-3  |                                       |             |                                 |                                                                                |  |  |
|             |                                       |             |                                 |                                                                                |  |  |

Estudiantes (Olavarría) - Belgrano (San Nicolás)
| 15 de marzo | Estudiantes (O)                       | 87–76   | Belgrano (SN) | Olavarría                                                               |  |  |
|             | Parciales: 21-15, 21-17, 24-27, 21-17 |         |               |                                                                         |  |  |
|             |                                       | Reporte |               | Pabellón: Parque Carlos Guerrero Árbitros: * Eduardo Bellón * Sampietro |  |  |
| Serie: 1-0  |                                       |         |               |                                                                         |  |  |
|             |                                       |         |               |                                                                         |  |  |

| 17 de marzo | Estudiantes (O) | 76–88   | Belgrano (SN) | Olavarría                        |  |  |
|             |                 |         |               |                                  |  |  |
|             |                 | Reporte |               | Pabellón: Parque Carlos Guerrero |  |  |
| Serie: 1-1  |                 |         |               |                                  |  |  |
|             |                 |         |               |                                  |  |  |

| 24 de marzo | Belgrano (SN)                         | 91–70   | Estudiantes (O) | San Nicolás de los Arroyos                                                    |  |  |
|             | Parciales: 20-22, 21-16, 20-16, 30-16 |         |                 |                                                                               |  |  |
|             |                                       | Reporte |                 | Pabellón: Estadio Fortunato Bonelli Árbitros: * Eduardo D'Atri * Juan Quesada |  |  |
| Serie: 2-1  |                                       |         |                 |                                                                               |  |  |
|             |                                       |         |                 |                                                                               |  |  |

| 26 de marzo | Belgrano (SN) | 71–70   | Estudiantes (O) | San Nicolás de los Arroyos                                                                            |  |  |
|             |               |         |                 | |  |  |
|             |               | Reporte |                 | Pabellón: Estadio Fortunato Bonelli Árbitros: * Pablo Estévez * Alejandro Ramallo Televisión: TyC Max |  |  |
| Serie: 2-2  |               |         |                 | |  |  |
|             |               |         |                 | |  |  |

| 28 de marzo | Estudiantes (O)                       | 84–74   | Belgrano (SN) | Olavarría                                                                 |  |  |
|             | Parciales: 29-19, 19-21, 18-15, 18-19 |         |               |                                                                           |  |  |
|             |                                       | Reporte |               | Pabellón: Parque Carlos Guerrero Árbitros: * Daniel Rodrigo * Mario Tenti |  |  |
| Serie: 3-2  |                                       |         |               |                                                                           |  |  |
|             |                                       |         |               |                                                                           |  |  |

Quilmes - Gimnasia y Esgrima La Plata
| 12 de marzo | Quilmes                               | 98–80       | Gimnasia (LP)                    | Mar del Plata                                                                                  |  |  |
|             | Parciales: 25-17, 18-29, 27-22, 28-12 |             |                                  |                                                                                                |  |  |
|             | Estadísticas Lamont Boozer 24         | Reporte Pts | Estadísticas 26 Nicolás Gianella | Pabellón: Estadio Once Unidos Árbitros: * Pablo Estévez * Osvaldo Bautista Televisión: TyC Max |  |  |
| Serie: 1-0  |                                       |             |                                  |                                                                                                |  |  |
|             |                                       |             |                                  |                                                                                                |  |  |

| 14 de marzo | Quilmes                               | 83–80       | Gimnasia (LP)                    | Mar del Plata                                                                 |  |  |
|             | Parciales: 17-21, 24-21, 17-15, 25-23 |             |                                  |                                                                               |  |  |
|             | Estadísticas Pablo Gil 25             | Reporte Pts | Estadísticas 22 Nicolás Gianella | Pabellón: Estadio Once Unidos Árbitros: * Darío Rodríguez * Alejandro Ramallo |  |  |
| Serie: 2-0  |                                       |             |                                  |                                                                               |  |  |
|             |                                       |             |                                  |                                                                               |  |  |

| 22 de marzo | Gimnasia (LP)                         | 107–88      | Quilmes | La Plata                                                                |  |  |
|             | Parciales: 19-20, 30-19, 26-19, 32-30 |             |         |                                                                         |  |  |
|             | Estadísticas Roberto López 35         | Reporte Pts |         | Pabellón: Polideportivo Árbitros: * Daniel Rodrigo * Fernando Sampietro |  |  |
| Serie: 1-2  |                                       |             |         |                                                                         |  |  |
|             |                                       |             |         |                                                                         |  |  |

| 24 de marzo | Gimnasia (LP)                         | 96–76   | Quilmes | La Plata                                                          |  |  |
|             | Parciales: 20-22, 25-24, 19-12, 32-18 |         |         |                                                                   |  |  |
|             |                                       | Reporte |         | Pabellón: Polideportivo Árbitros: * Raúl Chaves * Mariano Latorre |  |  |
| Serie: 2-2  |                                       |         |         |                                                                   |  |  |
|             |                                       |         |         |                                                                   |  |  |

| 26 de marzo | Quilmes                               | 99–86   | Gimnasia (LP) | Mar del Plata                 |  |  |
|             | Parciales: 25-20, 20-21, 26-23, 28-22 |         |               |                               |  |  |
|             |                                       | Reporte |               | Pabellón: Estadio Once Unidos |  |  |
| Serie: 3-2  |                                       |         |               |                               |  |  |
|             |                                       |         |               |                               |  |  |

Libertad - Boca Juniors
| 15 de marzo | Libertad                              | 88–76       | Boca Juniors                   | Sunchales                                                             |  |  |
|             | Parciales: 19-25, 16-20, 23-16, 30-15 |             |                                |                                                                       |  |  |
|             | Estadísticas Sucatzky 27              | Reporte Pts | Estadísticas 27 Héctor Campana | Pabellón: El Hogar de los Tigres Árbitros: * Raúl Chávez * Jorge Fabi |  |  |
| Serie: 1-0  |                                       |             |                                |                                                                       |  |  |
|             |                                       |             |                                |                                                                       |  |  |

| 17 de marzo | Libertad                              | 84–69       | Boca Juniors          | Sunchales                                                                        |  |  |
|             | Parciales: 26-15, 13-15, 27-36, 18-18 |             |                       |                                                                                  |  |  |
|             | Estadísticas Cerutti 20               | Reporte Pts | Estadísticas 17 Cocha | Pabellón: El Hogar de los Tigres Árbitros: * Eduardo Alagastino * Javier Mendoza |  |  |
| Serie: 2-0  |                                       |             |                       |                                                                                  |  |  |
|             |                                       |             |                       |                                                                                  |  |  |

| 24 de marzo | Boca Juniors                          | 101–110     | Libertad                        | Buenos Aires                                                           |  |  |
|             | Parciales: 32-31, 30-25, 21-36, 18-18 |             |                                 |                                                                        |  |  |
|             | Estadísticas Héctor Campana 38        | Reporte Pts | Estadísticas 27 Mariano Cerutti | Pabellón: La Bombonerita Árbitros: * Alejandro Chiti * Claudio Vaisman |  |  |
| Serie: 0-3  |                                       |             |                                 |                                                                        |  |  |
|             |                                       |             |                                 |                                                                        |  |  |

#### Semifinales
Atenas - Libertad
| 1 de abril | Atenas                          | 119–81      | Libertad                       | Córdoba |  |  |
|            |                                 |             |                                | |  |  |
|            | Estadísticas Walter Herrmann 37 | Reporte Pts | Estadísticas 23 Román González | Pabellón: Polideportivo Carlos Cerutti Árbitros: * Alejandro Chiti * Raúl Chávez * Juan Quesada Televisión: TyC Max |  |  |
| Serie: 1-0 |                                 |             |                                | |  |  |
|            |                                 |             |                                | |  |  |

| 3 de abril | Atenas                                | 101–97      | Libertad                        | Córdoba |  |  |
|            | Parciales: 27-26, 23-21, 27-31, 24-19 |             |                                 | |  |  |
|            | Estadísticas Walter Herrmann 36       | Reporte Pts | Estadísticas 24 Mariano Cerutti | Pabellón: Polideportivo Carlos Cerutti Árbitros: * Raúl Chaves * Eduardo D'Atri * Fernando Sampietro Televisión: TyC Max |  |  |
| Serie: 2-0 |                                       |             |                                 | |  |  |
|            |                                       |             |                                 | |  |  |

| 8 de abril | Libertad                              | 84–77       | Atenas                          | Sunchales                                                                                       |  |  |
|            | Parciales: 23-25, 23-14, 16-24, 22-14 |             |                                 |                                                                                                 |  |  |
|            | Estadísticas Mariano Cerutti 21       | Reporte Pts | Estadísticas 22 Walter Herrmann | Pabellón: El Hogar de los Tigres Árbitros: * Eduardo Bellón * Darío Rodríguez * Claudio Vaisman |  |  |
| Serie: 1-2 |                                       |             |                                 |                                                                                                 |  |  |
|            |                                       |             |                                 |                                                                                                 |  |  |

| 10 de abril | Libertad                              | 86–88       | Atenas                          | Sunchales |  |  |
|             | Parciales: 28-20, 22-17, 23-23, 13-28 |             |                                 | |  |  |
|             | Estadísticas Mariano Cerutti 25       | Reporte Pts | Estadísticas 29 Wlater Herrmann | Pabellón: El Hogar de los Tigres Árbitros: * Daniel Rodrigo * Roberto Settembrini * Osvaldo Bautista Televisión: TyC Max |  |  |
| Serie: 1-3  |                                       |             |                                 | |  |  |
|             |                                       |             |                                 | |  |  |

Estudiantes (Olavarría) - Quilmes
| 8 de abril | Estudiantes (O)                       | 106–96      | Quilmes                      | Olavarría |  |  |
|            | Parciales: 25-17, 29-24, 25-19, 30-36 |             |                              | |  |  |
|            | Estadísticas Paolo Quinteros 31       | Reporte Pts | Estadísticas 25 Diego Cavaco | Pabellón: Parque Carlos Guerrero Árbitros: * Alejandro Chiti * Eduardo Alagastino * Juan Quesada Televisión: TyC Max |  |  |
| Serie: 1-0 |                                       |             |                              | |  |  |
|            |                                       |             |                              | |  |  |

| 10 de abril | Estudiantes (O)                       | 88–94       | Quilmes                          | Olavarría                                                                                     |  |  |
|             | Parciales: 26-16, 24-21, 16-26, 22-31 |             |                                  |                                                                                               |  |  |
|             | Estadísticas Diego Lo Grippo 22       | Reporte Pts | Estadísticas 19 Daniel Farabello | Pabellón: Parque Carlos Guerrero Árbitros: * Eduardo Bellón * Pablo Estévez * Marcelo Latorre |  |  |
| Serie: 1-1  |                                       |             |                                  |                                                                                               |  |  |
|             |                                       |             |                                  |                                                                                               |  |  |

| 16 de abril | Quilmes                               | 80–96       | Estudiantes (O)                 | Mar del Plata                                                                                         |  |  |
|             | Parciales: 21-20, 14-28, 22-20, 23-28 |             |                                 | |  |  |
|             | Estadísticas L. Boozer 17             | Reporte Pts | Estadísticas 18 Paolo Quinteros | Pabellón: Polideportivo Árbitros: * Raúl Chaves * Daniel Rodrigo * Eduardo D'Atri Televisión: TyC Max |  |  |
| Serie: 1-2  |                                       |             |                                 | |  |  |
|             |                                       |             |                                 | |  |  |

| 18 de abril | Quilmes                               | 108–101     | Estudiantes (O)                 | Mar del Plata                                                                                  |  |  |
|             | Parciales: 29-19, 21-26, 26-31, 32-25 |             |                                 |                                                                                                |  |  |
|             | Estadísticas Daniel Farabello 21      | Reporte Pts | Estadísticas 26 Paolo Quinteros | Pabellón: Polideportivo Árbitros: * Darío Rodríguez * Roberto Settembrini * Fernando Sampietro |  |  |
| Serie: 2-2  |                                       |             |                                 |                                                                                                |  |  |
|             |                                       |             |                                 |                                                                                                |  |  |

| 22 de febrero | Estudiantes (O)                       | 101–89      | Quilmes                      | Olavarría                                                                                  |  |  |
|               | Parciales: 29-24, 18-16, 22-21, 32-28 |             |                              |                                                                                            |  |  |
|               | Estadísticas Diego Lo Grippo 19       | Reporte Pts | Estadísticas 19 Diego Cavaco | Pabellón: Parque Carlos Guerrero Árbitros: * Raúl Chaves * Alejandro Chiti * Pablo Estévez |  |  |
| Serie: 3-2    |                                       |             |                              |                                                                                            |  |  |
|               |                                       |             |                              |                                                                                            |  |  |

#### Final
| 29 de abril | Atenas                                | 88–82       | Estudiantes (O)                 | Córdoba                                                                                            |  |  |
|             | Parciales: 20-27, 25-17, 24-26, 19-12 |             |                                 | |  |  |
|             | Estadísticas Walter Herrmann 34       | Reporte Pts | Estadísticas 20 Paolo Quinteros | Pabellón: Polideportivo Carlos Cerutti Árbitros: * Darío Rodríguez * Daniel Rodrigo * Juan Quesada |  |  |
| Serie: 1-0  |                                       |             |                                 | |  |  |
|             |                                       |             |                                 | |  |  |

| 2 de mayo  | Atenas                                | 104–83      | Estudiantes (O)                      | Córdoba                                                                                               |  |  |
|            | Parciales: 25-24, 17-23, 32-22, 30-14 |             |                                      | |  |  |
|            | Estadísticas Walter Herrmann 34       | Reporte Pts | Estadísticas 16 Leopoldo Ruiz Moreno | Pabellón: Polideportivo Carlos Cerutti Árbitros: *Eduardo Bellón * Pablo Estévez * Fernando Sampietro |  |  |
| Serie: 2-0 |                                       |             |                                      | |  |  |
|            |                                       |             |                                      | |  |  |

| 6 de mayo  | Estudiantes (O)                       | 87–91       | Atenas                        | Olavarría                                                                                        |  |  |
|            | Parciales: 21-39, 26-12, 19-20, 21-20 |             |                               |                                                                                                  |  |  |
|            | Estadísticas Paolo Quinteros 21       | Reporte Pts | Estadísticas 25 Bruno Lábaque | Pabellón: Parque Carlos Guerrero Árbitros: * Raúl Chaves * Alejandro Chiti * Roberto Settembrini |  |  |
| Serie: 0-3 |                                       |             |                               |                                                                                                  |  |  |
|            |                                       |             |                               |                                                                                                  |  |  |

| 8 de mayo | Estudiantes (O)                       | 96–90       | Atenas                          | Olavarría                                                                                      |  |  |
|           | Parciales: 24-29, 22-15, 17-23, 33-23 |             |                                 |                                                                                                |  |  |
|           | Estadísticas Paolo Quinteros 31       | Reporte Pts | Estadísticas 27 Walter Herrmann | Pabellón: Parque Carlos Guerrero Árbitros: * Darío Rodríguez * Daniel Rodrigo * Eduardo Bellón |  |  |
| serie 1-3 |                                       |             |                                 |                                                                                                |  |  |
|           |                                       |             |                                 |                                                                                                |  |  |

| 13 de mayo | Atenas                                | 87–81       | Estudiantes (O)                    | Córdoba                                                                                              |  |  |
|            | Parciales: 26-16, 17-18, 18-21, 26-26 |             |                                    | |  |  |
|            | Estadísticas Walter Herrmann 24       | Reporte Pts | Estadísticas 18 Sebastián Ginóbili | Pabellón: Polideportivo Carlos Cerutti Árbitros: * Raúl Chaves * Pablo Estévez * Roberto Settembrini |  |  |
| serie 4-1  |                                       |             |                                    | |  |  |
|            |                                       |             |                                    | |  |  |

## Plantel campeón
- Emiliano Martina.
- Rodrigo Álvarez.
- Stanley Easterling.
- Leonardo Gutiérrez.
- Andrés Pelussi.
- Fernando Funes.
- Emiliano Maldonado.
- Marcelo Milanesio.
- Bruno Lábaque.
- Martín Melo.
- Walter Herrmann.
- Deon Dobbs.
- Pablo Moya.
- Joseph Bunn .
- J. J. Eubanks. 
  - DT: Horacio Seguí.

## Estadísticas
Líderes
- Puntos:  Joseph Bunn - Atenas (625 en 25 partidos: 26.0)
- Asistencias:  Facundo Sucatzky - Libertad (377 en 51 partidos: 7.4)
- Rebotes:  Jared Prickett - Peñarol (246 en 26 partidos: 9.5)
- Robos:  Matías Lescano - Pico F.C. (168 en 46 partidos: 3.7)
- Tapas:  Ken Leeks - Gimnasia y Esgrima (CR) (24 en 18 partidos: 1.3)
- Triples:  Eduardo Dominé - Obras Sanitarias (160 en 47 partidos: 3.4)

## Premios
| - MVP de la temporada - Daniel Farabello, Quilmes - MVP de las Finales de la LNB - Walter Herrmann, Atenas - Revelación/debutante - Javier Bulfoni, Gimnasia y Esgrima La Plata - Jugador de Mayor Progreso - Diego Prego, Libertad | - Mejor Sexto Hombre - Pablo Gil, Quilmes - Mejor Entrenador - Sergio Santos Hernández, Estudiantes de Olavarría - Mejor Extranjero - Ben Ebong, Quilmes |